# Miloš Forman

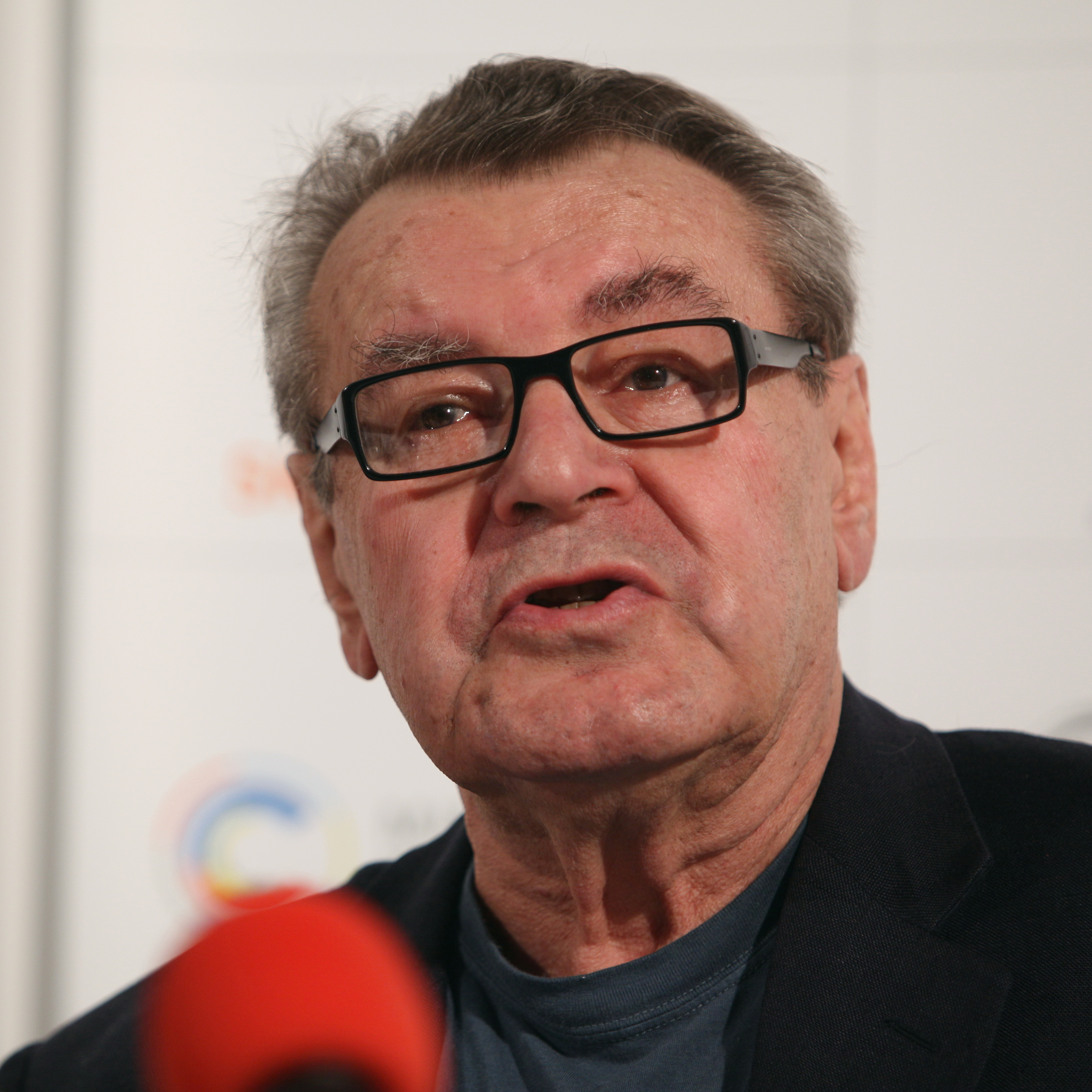
Miloš Forman (2009)

Miloš Forman (bürgerlich Jan Tomáš Forman; * 18. Februar 1932 in Čáslav, Tschechoslowakei; † 13. April 2018 in Danbury, Connecticut) war ein tschechisch-US-amerikanischer Filmregisseur. In den 1960er Jahren erreichte er als Teil der Tschechoslowakischen Neuen Welle erstmals internationale Aufmerksamkeit. Mit der Niederschlagung des Prager Frühlings durch den Einmarsch von Truppen des Warschauer Paktes wurde die Lage im kommunistischen Staat deutlich repressiver, Forman wurde vom Filmstudio entlassen und emigrierte in die Vereinigten Staaten. Dort wurde er für seine Arbeit an den Filmen Einer flog über das Kuckucksnest und Amadeus mit zwei Oscars ausgezeichnet.

## Leben
Miloš Formans Kindheit war gekennzeichnet durch den frühen Verlust seiner Eltern. Die Mutter, Anna Formanová, starb 1943 im KZ Auschwitz, der Vater, Rudolf Forman, 1944 im KZ Mittelbau-Dora. Der Junge war Augenzeuge ihrer Verhaftung durch die Gestapo. Verwandte und Freunde der Eltern zogen ihn groß. Nach dem Besuch des Gymnasiums in Náchod war er nach dem Krieg in einer Internatsschule in Poděbrady; einer seiner Klassenkameraden war Václav Havel. Dort kam er zum ersten Mal mit dem Theater in Berührung und begeisterte sich für die Filme von Charlie Chaplin, Buster Keaton und John Ford.
Nach dem Ende des Zweiten Weltkriegs erfuhr Forman, dass Rudolf Forman nicht sein leiblicher Vater gewesen war. Dies war vielmehr der im Juni 1939 nach Ecuador emigrierte Prager Architekt Otto Kohn (1887–1965), der Vater des Mathematikers Joseph John Kohn, der somit ein Halbbruder von Miloš Forman ist.
Miloš Forman studierte an der Prager Filmhochschule FAMU und war Anfang der 1960er Jahre einer der tonangebenden Vertreter der Neuen Welle, der früh einen eigenen, vom Cinéma vérité beeinflussten Stil entwickelte. Bereits sein erster abendfüllender Spielfilm Der schwarze Peter (Černý Petr), die Geschichte eines unangepassten Teenagers, wurde ein Erfolg auf mehreren Filmfestivals. Der Film brachte Forman einerseits Kritik durch die kommunistischen Machthaber ein, andererseits ermöglichte er ihm seine erste Amerika-Reise. Er wirkte teilweise auch an der Prager Kleinkunstbühne Semafor, wo er 1964 in dem Film Konkurs Regie führte. Der Feuerwehrball (Hoří, má panenko) übte kaum verhüllte Gesellschaftskritik: Der Film handelt von einem Fest, auf dem wegen tölpelhafter Einmischung der Funktionäre alles schiefläuft. Der Film wurde in der Tschechoslowakei nach 1969 verboten.
Als 1968 der Prager Frühling durch den Einmarsch von Truppen des Warschauer Paktes niedergeschlagen wurde, war Forman gerade in Paris, um über seinen ersten amerikanischen Film zu verhandeln. Forman war zuvor zusammen mit dem Assistenten Ivan Passer auch als Reaktion auf Gerüchte vom bevorstehenden Einmarsch vorsichtshalber ausgereist. Sein tschechisches Studio behauptete, er habe das Land illegal verlassen und zwang ihn so zur Emigration. Forman ging in die Vereinigten Staaten und nahm 1975 die amerikanische Staatsbürgerschaft an. Anfangs lebte Forman fast drei Jahre lang im von etlichen Künstlern frequentierten Chelsea Hotel in New York City. Da er keine Miete zahlen konnte, gewährte ihm der Hotel-Direktor Stanley Bard kostenlose Unterkunft. In der neuen Heimat gelang ihm der internationale Durchbruch als erfolgreicher Filmregisseur. Zur Verärgerung der kommunistischen Führung der Tschechoslowakei war sein erster amerikanischer Film Taking Off der offizielle US-Beitrag auf den Internationalen Filmfestspielen von Cannes.
1975 wurde sein Film Einer flog über das Kuckucksnest (One Flew Over the Cuckoo’s Nest), der auf Ken Keseys gleichnamigen Roman sowie auf dem Theaterstück von Dale Wasserman beruhte, mit fünf Oscars ausgezeichnet, Forman erhielt seinen ersten Regie-Oscar. Noch erfolgreicher war die auch von Zaentz produzierte filmische Umsetzung von Peter Shaffers Theaterstück Amadeus. Bei der Oscarverleihung 1985 gewann der Film in acht Kategorien, Forman erhielt seinen zweiten Regie-Oscar. Eines seiner letzten Werke, das Filmdrama Goyas Geister von 2006, behandelt ein Thema aus dem Leben des spanischen Malers Francisco de Goya. Dieser Film wurde ebenfalls von Saul Zaentz produziert.
Forman machte bevorzugt Filme über unangepasste Helden, meist Künstler, die sich dem Konformitätsdruck der Gesellschaft erfolgreich oder erfolglos widersetzen. Einige dieser Hauptfiguren sind historische Persönlichkeiten (Wolfgang Amadeus Mozart, Larry Flynt, Andy Kaufman und Francisco de Goya). Der stets politisch bewusste Forman erklärte seine Vorliebe für solche Charaktere so: „Wir schaffen Institutionen, Regierungen und Schulen, um uns im Leben zu helfen, doch jede Institution entwickelt nach einer Weile die Tendenz, sich nicht mehr so zu verhalten, als sollte sie uns dienen, sondern als sollten wir ihr dienen. Das ist der Moment, wenn das Individuum mit ihnen in Konflikt gerät.“
In einigen Filmen übernahm Forman Nebenrollen, so etwa in Sodbrennen (Heartburn) und Glauben ist alles! (Keeping the Faith).

„[Forman] brachte etwas von der Subversivität mit herüber, die die 60er-Jahre in der CSSR bestimmten, bis die sowjetischen Panzer im August 1968 jedem Eigensinn den Garaus machten. Bis heute kreisen Formans Filme um Menschen, die sich nicht fügen wollen, die gegen ihre Zeit stehen. […Daher] gehen […] bis heute in den Filmen des Regisseurs […] so viele Stimmungen ineinander, das Komische, und das Tragische, das Groteske und das handfest Politische.“

Miloš Forman war in erster Ehe von 1958 bis 1962 mit der Schauspielerin Jana Brejchová verheiratet. Aus seiner zweiten, 1964 geschlossenen Ehe mit der Schauspielerin Věra Křesadlová gingen die Zwillinge Matej und Petr Forman hervor, die beide als Schauspieler tätig sind. Beide Ehen endeten durch Scheidung. Seit 1999 war er mit seiner dritten Frau, der Schriftstellerin Martina Zbořilová, verheiratet, mit der er zwei weitere Söhne, ebenfalls Zwillinge, hatte. Zuletzt lebte er in Warren, Connecticut. Miloš Forman verstarb am 13. April 2018 im Alter von 86 Jahren nach kurzer Krankheit.

## Filmografie (Auswahl)

### Als Regisseur
- 1960: Laterna magika II
- 1963: Wettbewerb (Konkurs)
- 1963: Wenn’s keine Musikanten gäbe (Kdyby ty muziky nebyly, Kurzfilm)
- 1963: Der schwarze Peter (Černý Petr)
- 1965: Die Liebe einer Blondine (Lásky jedné plavovlásky)
- 1966: Dobře placená procházka
- 1967: Der Feuerwehrball (Hoří, má panenko)
- 1971: I Miss Sonia Henie (Kurzfilm)
- 1971: Taking Off
- 1973: München 1972 – 8 berühmte Regisseure sehen die Spiele der XX. Olympiade (Visions of Eight, Dokumentarfilm)
- 1975: Einer flog über das Kuckucksnest (One Flew Over the Cuckoo’s Nest)
- 1979: Hair
- 1981: Ragtime
- 1984: Amadeus
- 1989: Valmont
- 1996: Larry Flynt – Die nackte Wahrheit (The People vs. Larry Flynt)
- 1999: Der Mondmann (Man on the Moon)
- 2006: Goyas Geister (Goya’s Ghosts)
- 2009: A Walk Worthwhile

### Als Schauspieler
- 2000: Glauben ist alles! (Keeping the Faith)
- 2011: Die Liebenden – von der Last, glücklich zu sein (Les biens-aimés)

## Auszeichnungen

### Regie
- 1964: Der schwarze Peter (Černý Petr): Jussi Award, Preis des Internationalen Filmfestivals von Locarno
- 1965: Die Liebe einer Blondine (Lásky jedné plavovlásky): Bodil Award, Jussi Award, Wettbewerbsfilm auf den Internationalen Filmfestspielen von Venedig
- 1971: Taking Off: Nominierung für den Britischen Filmpreis, Bodil, Großer Preis der Jury der Internationalen Filmfestspiele von Cannes
- 1975: Einer flog über das Kuckucksnest (One Flew Over the Cuckoo’s Nest): Britischer Filmpreis, Bodil, César-Nominierung, David di Donatello Award, Directors-Guild-of-America-Award, Golden Globe, Preis des Sindacato Nazionale Giornalisti Cinematografici Italiani, Kansas City Film Critics Circle Award, Kinema Junpo Award, Oscar
- 1979: Hair: César-Nominierung, David di Donatello Award
- 1981: Ragtime: Golden-Globe-Nominierung
- 1984: Amadeus: Amanda Award, Nominierung für den Britischen Filmpreis, César, David di Donatello Award, Directors-Guild-of-America-Award, Golden Globe, Gilde-Filmpreis, Preis des Sindacato Nazionale Giornalisti Cinematografici Italiani, Joseph Plateau Award, Jussi Award, Kinema Junpo Award, Los Angeles Film Critics Association Award, Oscar, Preis des Robert Festival
- 1989: Valmont: César-Nominierung
- 1996: Larry Flynt – Die nackte Wahrheit (The People vs. Larry Flynt): Goldener Bär der Berlinale, Czech Lion-Nominierung, Europäischer Filmpreis, Golden Globe, National-Board-of-Review-Award, Oscar-Nominierung
- 1999: Der Mondmann (Man on the Moon): Silberner Bär der Berlinale, Czech Lion-Nominierung
- 2000: CineMerit Award des Filmfest München für Verdienste um die Filmkunst

### Drehbuch
- 1971: Taking Off: Nominierung für den Britischen Filmpreis, Writers-Guild-of-America-Award-Nominierung

### Lebenswerk
- 2010: Ehrenpreis des Zürcher Filmfestivals
- 2013: Directors Guild of America Award – Lifetime Achievement Award

### Zivilgesellschaft
- 2005: Hanno R. Ellenbogen Citizenship Award

### Sonstige
- 1999: Ein Asteroid des inneren Hauptgürtels wurde nach ihm benannt: (11333) Forman
- 2008: Aufnahme in die American Academy of Arts and Sciences
- 2013: Goldene Mozart-Medaille der Internationalen Stiftung Mozarteum[13]

## Schriften
- Miloš Forman, Jan Novák: Rückblende. Erinnerungen. Heyne, München 1994, ISBN 3-453-12440-5 (Originaltitel: Turnaround.).

## Film
- Forman vs. Forman. Dokumentarfilm, Tschechische Republik/Frankreich, 2019, 78 Min., Regie: Helena Třeštíková, Jakub Hejna[14]